# 弘南バス板柳案内所
| 板柳案内所のデータ |                                                                                    |
| バス事業者         | 弘南バス                                                                           |
| 所管営業所         | 五所川原営業所 （←弘前営業所） （←高崎営業所） （←和徳営業所） （←五所川原営業所） |
| 所在地             | 板柳町大字福野田字常盤10番地1号                                                    |
| 所管路線数         | （現在なし）                                                                       |
| 開所日             | 1950年6月1日                                                                       |

弘南バス板柳案内所（こうなんバスいたやなぎあんないしょ）は、青森県北津軽郡板柳町にある弘南バスの待機所である。
以前は車両・乗務員の配置があったが、後に無人化され、バス待機所となっていた。現在、「案内所」発着のバスは、あぷる駐車場で待機する。

## 沿革
- 1950年6月1日 - 板柳営業所を開設。
  - 「三世寺経由　板柳 - 弘前線」「板柳 - 川村線」「板柳 - 十面沢線」の3路線を所管。
- 1952年12月24日 - 板柳バスを買収。
  - 「胡桃館線」「柏木線」「川部線」を板柳バスから編入し、「板柳 - 青森線」「板柳 - 鯵ヶ沢線」の運行を開始する。
- 1960年8月 - 組織改正により、五所川原営業所所管の板柳案内所となる。
- 197x年 - 和徳営業所の開設に伴い、和徳営業所の所管に変更となる。
- 1987年 - 和徳営業所の廃止により、高崎営業所の所管に変更となる。
- 1998年 - 高崎営業所の廃止により、弘前営業所の所管に変更となる。藤代営業所の車庫降格に伴い、一部の弘前管内路線が移管される。
- 2009年4月1日 - 車両配置の廃止に伴い、所管路線を移管し、出札窓口の営業時間を短縮する。
  - 板柳案内所 ⇒ 五所川原営業所
    - 柏木経由　板柳 - 五所川原線
    - 三世寺経由　弘前 - 板柳・笹館線
    - 板柳 - 十腰内線

  - 板柳案内所 ⇒ 藤代車庫
    - 高杉・鬼沢経由　弘前 - 堂ヶ沢・十腰内線
    - 糠坪・楢の木経由　弘前 - 堂ヶ沢・十腰内線
    - 板柳 - 十腰内線
    - 堂ヶ沢 - 小栗山線
    - 弘前 - 船沢線
    - 船沢 - 聖愛高校線
    - 小友 - 聖愛高校線
    - 弘前 - 弥生線
    - 弘前 - 葛原線
    - 夕顔関経由　板柳 - 弘前線
    - 浜の町経由　弘前駅 - 藤代営業所線
    - 城西大橋経由　弘前駅 - 藤代営業所線
    - 工業高校経由　弘前駅 - 藤代営業所線
    - 弘前駅 - 四中校線
    - 浜の町・冨田大通り経由　藤代営業所 - 安原団地線
    - 駒越・松森町経由　藤代営業所 - 小栗山線
    - ためのぶ号 （津軽藩ねぷた村・りんご公園線）
    - スクールバス （弘前市立第二中学校）
    - サカエ薬局　無料送迎バス
- 2010年4月1日 - 無人化（閉鎖）。五所川原営業所の管理となる。
- 2016年9月30日 - 柏木経由　板柳 - 五所川原線が廃止になった。

## 停車路線
- 三世寺経由 弘前駅線
- 十腰内線
- 笹館線

## 設備（全て解体・撤去）
- 待合室
- 庁舎
  - 事務室
  - 検修庫
- 給油設備
- 乗務員用仮設トイレ
- なお、バス停ポールは敷地内に存置されたが、構内から町道上に移設されている。

## その他
- 長らく設置されていた「弘南バス 板柳営業所」の看板は2009年春に撤去された。
- 板柳案内所の無人化（閉鎖）に伴い、定期券・回数券・高速バス乗車券の販売を、板柳十文字バス停前の安田商店へ委託した。